# Таушкасы (Цивильский район)
Таушкасы́ (чув. Тавӑшкасси) — деревня в Цивильском муниципальном округе Чувашской Республики России. В 2004–2022 годах — административный центр  Таушкасинского сельского поселения.

## География
Находится в северной части Чувашии на расстоянии менее 5 км на восток по прямой от районного центра города Цивильск.

## История
Известна с 1858 года как околоток деревни Кошки-Куликеева (ныне не существует). В 1897 году учтено 404 жителя, 1926—117 дворов, 595 жителей, 1939—653 жителя, 1979—680 жителей. В 2002 году было 299 дворов, 2010—252 домохозяйства. В период коллективизации был организован колхоз «Кульгеево», в 2010 работал СХПК «Коммунар», филиал ООО "Авангард «Цивильский бекон».

## Население
Постоянное население составляло 910 человек (чуваши 99 %) в 2002 году, 763 в 2010.